# Templo Masónico (Richmond)
El Templo Masónico, también conocido como Renaissance Building, es un edificio de estilo románico richardsoniano situado en Richmond (Estados Unidos). Fue construido entre 1888 y 1893, diseñado por Jackson C. Gott.  El edificio fue incluido en el Registro Nacional de Lugares Históricos (NRHP) en 1983.
Su nominación NRHP afirma que el edificio es el mejor ejemplo de la arquitectura de estilo románico richardsoniano en el estado, y otros han afirmado que en el momento de la construcción fue "uno de los 'ejemplos más magníficos de la arquitectura moderna en el sur'". : 2 

## Historia
El edificio se construyó entre 1888 y 1893. Se utilizó para una función de 1905 a la que asistió el presidente estadounidense Theodore Roosevelt. Fue utilizado por los masones hasta 1971. En 1982, la Fundación Richmond para las Artes lo adquirió con el propósito de que sirviera como un centro de artes para la región. : 3 
En una fecha posterior, el edificio albergó un lugar de cáterin, un edificio de oficinas y apartamentos.

## Arquitectura
El Templo Masónico de Richmond es un inmueble de ladrillo y piedra rojiza de estilo románico richardsoniano. El sistema estructural del templo es una combinación de columnas de hierro, vigas de acero y pisos de madera.
El primer piso albergaba la tienda por departamentos Woodward and Lothrop. El segundo y tercer piso albergaban las principales salas públicas. La suite principal de salas públicas está ubicada en el segundo piso y consta de tres espacios: el Gran Foyer, la Sala de la Gran Logia y las oficinas del Gran Secretario. El cuarto y quinto albergaban piso las salas de reuniones de la Logia Masónica. Además de las salas de reuniones masónicas, albergaba una tienda por departamentos e instalaciones culturales. Su sala de recepción albergó bailes, conciertos y banquetes.
Es un edificio destacado en el centro de Richmond y uno de los principales ejemplos del estilo neorrománicode la ciudad.